# Rhopalophthalmus mediterraneus
Rhopalophthalmus mediterraneus är en kräftdjursart som beskrevs av Nouvel 1960. Rhopalophthalmus mediterraneus ingår i släktet Rhopalophthalmus och familjen Mysidae. Inga underarter finns listade i Catalogue of Life.